# Tongeren (járás)
Tongeren járás egyike a belgiumi Limburg tartományban található három járásnak. A járás területe 631,56 km², lakossága 195 330 fő volt (2008. január 1-i adat).
A járás közigazgatási és igazságszolgáltatási egységet is alkot. A tongerloi járási bíróság fennhatósága alá tartoznak a közigazgatási járás területén felül Bocholt, Bree, Kinrooi, Meeuwen-Gruitrode, Dilsen-Stokkem és Maaseik települések Maaseik járásból, illetve As, Genk, Opglabbeek és Zutendaal települések Hasselt járásból.

## Története
A járást 1839-ben alakították ki, amikor Hollandia és a függetlenné váló Belgium felosztották egymás között Limburgot. 1843-ban a belga-holland határ végleges kijelölésekor a járás további területeket nyert, többek között ide kerültek Kanne, Lanaken és Vroenhoven Hollandiától. A nyelvi határok 1963-as kijelölésekor számos település a környező járásokhoz csatoltak innen. 1971-ben Lanklaar és Stokkem településeket adta át Maaseik járásnak, illetve Klein-Gelmen-t Hasseltnek. 1977-ben utóbbi visszakerült a tongerloi járásba és fuzionált Heers várossal.

## A járás települései
Önálló települések:
| - Alken - Bilzen - Borgloon - Heers - Herstappe - Hoeselt - Kortessem |

| - Lanaken - Maasmechelen - Riemst - Tongeren - Voeren (Fourons) - Wellen |

Résztelepülések:
| - Batsheers - Berg - Berlingen - Beverst - Bommershoven - Boorsem - Broekom - Diets-Heur - Eigenbilzen - Eisden - Gellik - Genoelselderen - Gors-Opleeuw - Gotem - ’s-Gravenvoeren (Fouron-le-Comte) - Groot-Loon - Grote-Spouwen - Guigoven - Gutschoven - Hees - Heks - Hendrieken - Henis - Herderen - ’s Herenelderen - Herten - Hoelbeek - Hoepertingen |

| - Horpmaal - Jesseren - Kanne - Kerniel - Kleine-Spouwen - Klein-Gelmen - Koninksem - Kuttekoven - Lauw - Leut - Mal - Martenslinde - Mechelen-aan-de-Maas - Mechelen-Bovelingen - Meeswijk - Membruggen - Mettekoven - Millen - Moelingen (Mouland) - Mopertingen - Munsterbilzen - Neerharen - Neerrepen - Nerem - Opgrimbie - Opheers - Overrepen - Piringen - Rekem - Remersdaal |

| - Rijkel - Riksingen - Rijkhoven - Romershoven - Rosmeer - Rukkelingen-Loon - Rutten - Schalkhoven - Sint-Huibrechts-Hern - Sint-Martens-Voeren (Fouron-Saint-Martin) - Sint-Pieters-Voeren(Fouron-Saint-Pierre) - Sluizen - Teuven - Ulbeek - Uikhoven - Val-Meer - Vechmaal - Veldwezelt - Veulen (Fologne) - Vliermaal - Vliermaalroot - Vlijtingen - Voort - Vreren - Vroenhoven - Vucht - Waltwilder - Werm - Widooie - Wintershoven - Zichen-Zussen-Bolder |

## Földrajz
- Legmagasabb pontja: Remersdaal (287 m)

## A népesség alakulása
- Forrás:1806 és 1970 között=népszámlálások; 1980 után= lakosok száma január 1-jén a népességnyilvántartóban

## Lásd még
- Hasselt (járás)
- Maaseik (járás)